# Saima Karimowa
Saima Safijewna Karimowa (ros. Саима Сафиевна Каримова, ur. 31 października 1926 we Frunzem, zm. 1 stycznia 2013 w Nieriungri) – radziecka geolog.

## Życiorys
Urodziła się w tatarskiej rodzinie robotniczej; jej rodzice w 1921 przenieśli się z Tatarstanu do Kirgistanu. Uczyła się w szkole w mieście Frunze; w 1937 jej rodzina w obawie przed represjami przeniosła się do Donbasu, gdzie kontynuowała edukację. Po ataku Niemiec na ZSRR wraz z rodziną ewakuowała się do Tatarskiej ASRR, do 1945 skończyła 10 klas szkoły w Buinsku. Następnie studiowała na Wydziale Geologicznym Uniwersytetu Kazańskiego, podczas studiów pracowała w badawczej ekspedycji geologicznej w Olokminsku. Po ukończeniu uniwersytetu w 1950 przybyła do południowej Jakucji, od 1955 pracowała w kompleksowej ekspedycji w południowej Jakucji jako starszy geolog, w 1968 została głównym geologiem tej ekspedycji. Wniosła poważny wkład w badania geologiczne terytorium południowej Jakucji i przygotowanie do zagospodarowania przemysłowego tych ziem. Dzięki jej badaniom powstał tam kompleks przemysłu wydobywczego. W 1981 odkryła elgińskie złoże węgla. Prowadziła badania nad złożami złota, uranu, molibdenu, granitu, marmuru, materiałów budowlanych i surowca elewacyjnego. Prowadziła poszukiwania podziemnych jałowych i mineralnych wód dla obiektów południowojakuckiego kompleksu węglowego. Była autorką i współautorką ponad 20 prac o geologii i zagospodarowywaniu południowojakuckiego obszaru węglowego. W 1988 przeszła na emeryturę. Miała honorowe obywatelstwo miasta Nieriungri (1982) i Republiki Jakucji (1997).

## Odznaczenia i nagrody
- Medal Sierp i Młot Bohatera Pracy Socjalistycznej (10 marca 1976)
- Order Lenina (10 marca 1976)
- Order Czerwonego Sztandaru Pracy (29 kwietnia 1963)
- Nagroda Państwowa ZSRR (1982)

I medale.